# Strandcafe

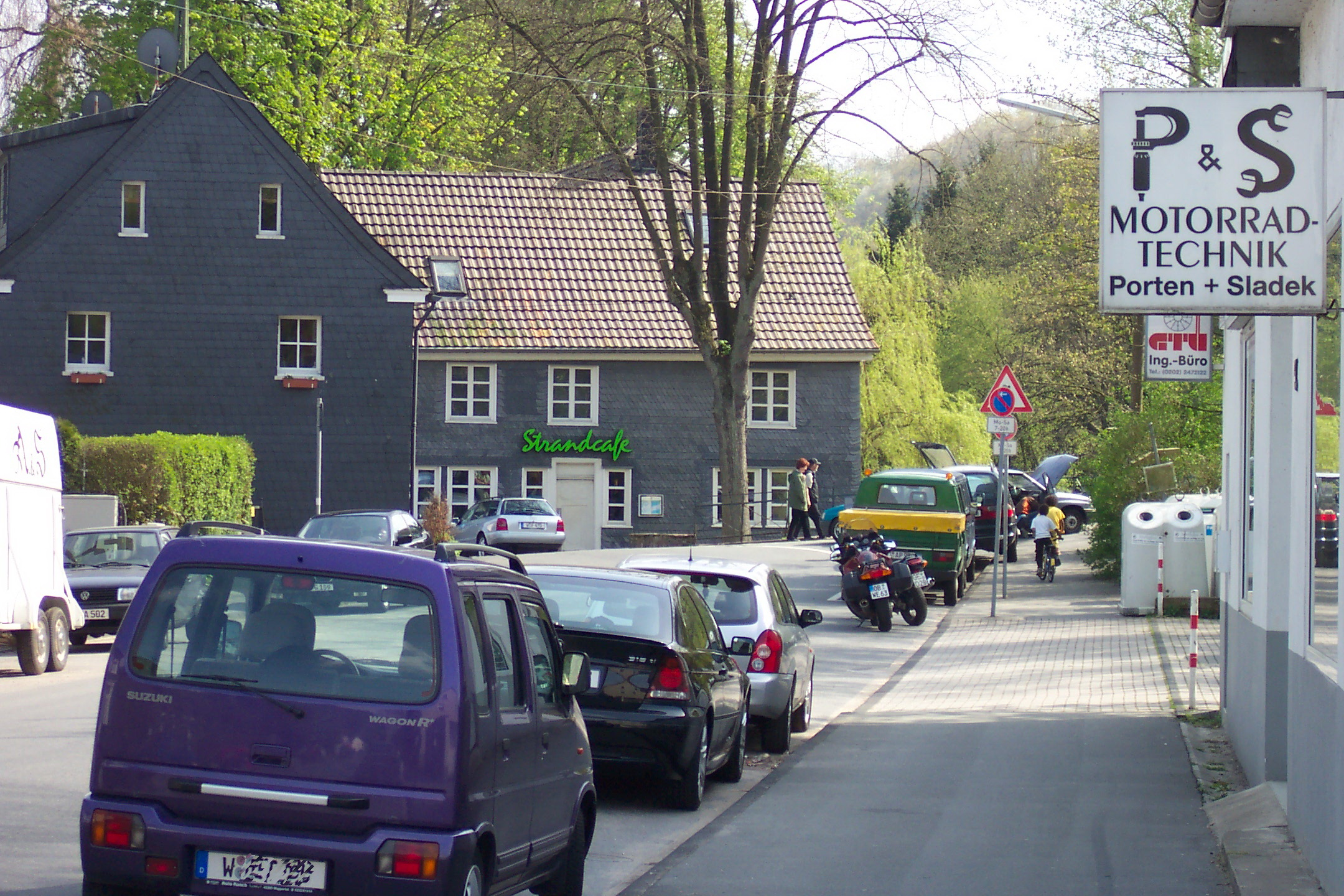
Kohlfurth, im Hintergrund das Strandcafe

Das Strandcafe ist der Name einer Gaststätte, die in einem als Baudenkmal geschützten Haus betrieben wird. Sie liegt im Wuppertaler Stadtbezirk Cronenberg im Ortsteil Kohlfurtherbrücke.
Das Objekt, Kohlfurther Brücke 56, ist ein Fachwerkhaus-Komplex, dessen ältester Teil, das nördlich liegende zweigeschossige Fachwerkhaus, aus dem ersten Viertel des 19. Jahrhunderts stammt. Es ist mit einem Satteldach versehen und hat auf der nördlichen Seite eine verschieferte Fassade. Nach Süden hin wurde das Gebäude in der Folgezeit mit zweigeschossigen Fachwerkbauten erweitert und jeweils mit Sattel-, Flach- und Pultdächern versehen. Unmittelbar an der Kohlfurther Brücke wurde es damit damals zu einem Hotelbetrieb erweitert.
Das Strandcafe im nördlichen Gebäudeteil ist mit dem heutigen Inhaber und seit 1987 mit seinem Biergarten am Ufer der Wupper ein beliebtes Ausflugslokal. Es steht in der Tradition des Biergartens, der schon vor mehr als hundert Jahren hier existierte und nun vor allem von motorisierten Zweiradfahrern in der gesamten Region des Bergischen Landes gerne besucht wird.